# Басюк Тимофій Андрійович
Тимофій Андрійович Басюк (псевдо «Володимир Яворенко»; 1918, с. Борсуки, нині Лановецького району Тернопільської області — лютий 1944, с. Синівці того ж району) — діяч українського національно-визвольного руху (ОУН, УПА).

## Життєпис
Народився 1918 року в с. Борсуки, тоді Українська Народна Республіка, нині Лановецького району Тернопільської області, Україна.
Влітку 1940 призваний до Червоної армії. Після початку німецько-радянської війни воював на Південно-Західному фронті; потрапив в оточення і повернувся додому.
Директор рільницької школи в с. Борсуки.
У підпіллі очолював пропагандистський відділ Лановецької екзекутиви ОУН(б). Влітку 1942 — організатор і комісар Фронту української революції (ФУР), який діяв на південній Волині, зокрема на Кременеччині. В січні 1943 загін «Яворенка» захопив у Крем'янці друкарню і перевіз її на хутір Червона поблизу урочища Кіптиха, згодом — у підземелля Дерманського монастиря, де вона працювала до 1953.
На початку 1943 загони ФУР розбили Кременецьку в'язницю, заснували повстанську базу біля с. Антонівці Шумського району Тернопільської області.
Після того, як нацисти спалили 29 квітня 1943 с. Молотків Лановецького району, — розстріляли начальника німецької жандармерії Еґера. Бої з гітлерівцями відбулися біля сіл Гнидава, Карначівка, Чайчинці (нині Лановецького району).
Загинув за нез'ясованих обставин.

## Пам'ять
У Ланівцях на честь Т. Басюка встановлена пам'ятна таблиця.